# Gerhard Händler (Polizist)
Gerhard Händler (* 22. Juli 1928 in Magdeburg; † 17. Juni 1953 ebenda) war Volkspolizist, der beim Volksaufstand am 17. Juni 1953 in der DDR ums Leben kam.

## Leben
Händler besuchte zunächst die Volksschule und war dann ab 1943 als Hilfsarbeiter, Schlosser und Beifahrer tätig. Von 1949 bis 1950 arbeitete er als Rangierer im Magdeburger Ernst-Thälmann-Werk. Anschließend war er bis 1952 in der Deutschen Handelszentrale Lebensmittel als Lagerarbeiter tätig.
Im September 1952 trat er den Dienst bei der Volkspolizei an.

## 17. Juni 1953
Am 17. Juni 1953 brach in der DDR ein Volksaufstand gegen die SED-Diktatur aus. Händler gehörte zu diesem Zeitpunkt zum Wachpersonal des Gefängnisses Magdeburg-Sudenburg. Am Vormittag des 17. Juni versuchten Demonstranten, die Gefangenen aus dem Gefängnis gewaltsam zu befreien. 
Die Situation wird in den Berichten der Volkspolizei wie folgt geschildert:
11.40 Uhr: „In der Zwischenzeit rückte ein Großteil der Demonstranten zur Strafvollzugsanstalt Sudenburg vor. Es handelte sich um etliche Tausend Menschen. Zuerst wurde das Tor eingeschlagen, danach wurden Akten auf den Fußboden gelegt, unter das Tor, und in Brand gesteckt. In diesem Moment fielen einige Schüsse, vermutlich aus dem Gerichtsgebäude in die Fenster der Wache der Strafvollzugsanstalt.“
„Im gleichen Moment fielen Schüsse aus der Menge der Provokateure von denen ein Angehöriger des MfS tödlich getroffen wurde. Die Genossen des MfS erwiderten das Feuer. Aus den Fenstern des gegenüberliegenden Gerichtsgebäudes, wo die Provokateure mit Gewalt eingedrungen waren, wurde laufend die Bewachungsmannschaft der Strafvollzugsanstalt beschossen. Von den Schüssen aus dem Gerichtsgebäude wurden der VP-Oberwachtmeister Gaidzik und der VP-Unterwachtmeister Händler tödlich getroffen. Der Druck der Massen ließ erst nach, als ein sowjetischer Panzer vor dem Tor Stellung bezog.“
Bei den Kämpfen um das Gefängnis starben neben den Volkspolizisten Händler und Gaidzik auch der MfS-Mitarbeiter Hans Waldbach.

## Hinrichtung von Alfred Dartsch
Der Tötung Händlers, der eine Ehefrau und drei Kinder hinterließ, wurde Alfred Dartsch beschuldigt. Er wurde durch die sowjetische Militärgerichtsbarkeit ohne einen einem rechtsstaatlichen Verfahren entsprechenden Prozess in kürzester Zeit abgeurteilt und bereits am 18. Juni 1953 hingerichtet. 
Da sich eine Schuld nicht nachweisen ließ, rehabilitierte die Russische Militärstaatsanwaltschaft 1996 Alfred Dartsch. Der tatsächliche Schütze wurde nicht ermittelt.

## Ehrung
Auf Antrag der Volkspolizei beschloss der Magdeburger Stadtrat am 30. Juni 1954, anlässlich des Tages der Volkspolizei (1. Juli 1954), die Hohendodeleber Straße in Magdeburg in Gerhard-Händler-Straße umzubenennen. Nach dem Ende der DDR erfolgte eine Rückbenennung.